# Województwo augustowskie

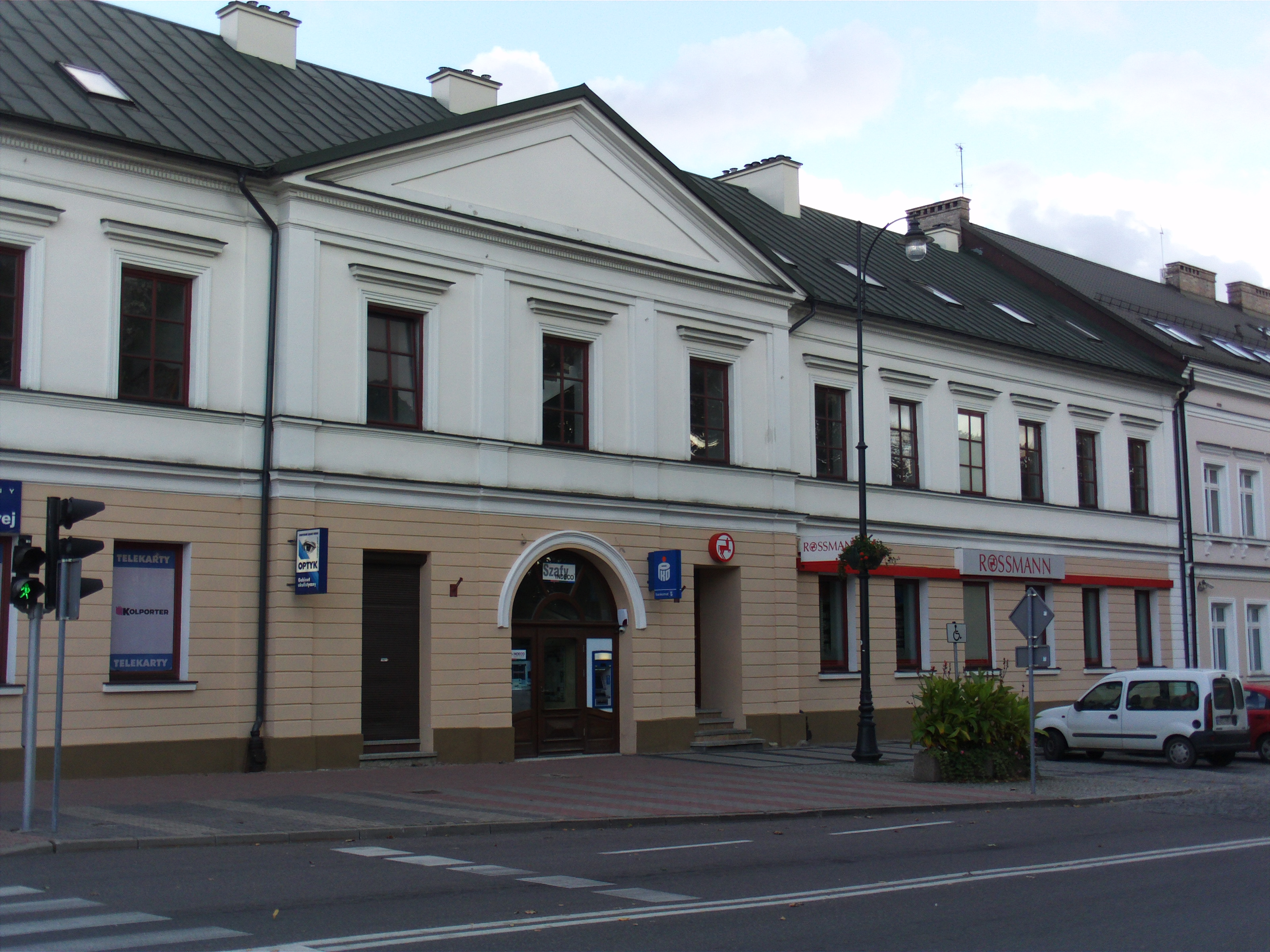
Gmach dawnej Komisji Wojewódzkiej w Suwałkach (ul. Kościuszki 74)

Województwo augustowskie – województwo Królestwa Polskiego istniejące w latach 1816–1837 ze stolicą w Suwałkach.
Decyzję o powołaniu województwa podjęto 16 stycznia 1816, zaś ogłoszono 4 marca 1816. Ukazem Mikołaja I z 23 lutego/7 marca 1837 r. zostało przemianowane na gubernię augustowską ze stolicą w Suwałkach.
W czasie powstania styczniowego Rząd Narodowy dnia 28 marca 1863 r. ogłosił Regulamin władz administracyjnych w byłym Królestwie Kongresowym. Według regulaminu zniesiono podział administracyjny na gubernie, a zamiast tego byłe Królestwo Kongresowe podzielono na osiem województw w granicach z 1816 r. Na terenach guberni augustowskiej przywrócono województwo augustowskie w granicach z 1816 r.

## Geografia i demografia
Województwo powstało z przekształcenia wcześniejszego departamentu łomżyńskiego w Księstwie Warszawskim. Zajmowało północno-wschodnią część Królestwa Kongresowego. Od północy i wschodu sąsiadowało z Imperium Rosyjskim (gubernie: wileńska, grodzieńska oraz obwód białostocki), od południowego zachodu – z  woj. mazowieckim, od zachodu – z Prusami Wschodnimi . Współcześnie większość obszaru dawnego woj. augustowskiego leży w granicach Polski w woj. podlaskim, północno-wschodnia cześć na Litwie, zaś niewielki fragment wschodni na Białorusi.
W 1816 obszar województwa wynosił 314 mil kwadratowych (ok. 16 tys. km²) .
|             | Miejscowości | Gospodarstwa („dymy”) | Ludność |
| ----------- | ------------ | --------------------- | ------- |
| Województwo | 4 746        | 60 550                | 416 345 |
| Miasta      | 56           | 8 893                 | 57 351  |
| Wsie        | 4 690        | 51 657                | 358 994 |

| Powierzchnia (km²) | 18 764 |
| Ludność (tys.)     | 439    |
| Ludność (na km²)   | 23,4   |

| Liczba ludności               | 473 677 |
| Udział ludności szlacheckiej  | 13,5%   |
| Liczba domów                  | 59 526  |
| Liczba dekanatów              | 12      |
| Liczba kościołów parafialnych | 120     |

|                             | Włóki   | Udział |
| --------------------------- | ------- | ------ |
| Ziemie rolne                | 31 620  | 29,8%  |
| Łąki                        | 6 657   | 6,3%   |
| Lasy                        | 37 640  | 35,4%  |
| Ogrody                      | 2 963   | 2,8%   |
| Zabudowania i drogi         | 4 433   | 4,2%   |
| Pastwiska, wody, bagna itd. | 22 927  | 21,6%  |
| Razem                       | 106 240 |        |

## Podział administracyjny
Województwo dzieliło się na 5 obwodów i 7 powiatów:
- obwód augustowski
  - powiat dąbrowski
  - powiat biebrzański
- obwód kalwaryjski
  - powiat kalwaryjski
- obwód łomżyński
  - powiat łomżyński
  - powiat tykociński
- obwód mariampolski
  - powiat mariampolski
- obwód sejneński
  - powiat sejneński[10].

## Gospodarka
Według danych z 1830 charakterystycznymi dla województwa płodami, minerałami i surowcami były: żelazo, bursztyn, kreda, miód, len, konopie . Głównymi zakładami przemysłowymi były wówczas papiernie, huty szkła, wytwórnie płótna, wyrobów wełnianych, świec woskowych .

## Historia

### Siedziba
Na siedzibę województwa wyznaczono Augustów ze względu na jego położenie na pograniczu dwóch składowych części departamentu łomżyńskiego. Stąd też jednostce administracyjnej nadano nazwę województwo augustowskie. Jednak z powodu braku w Augustowie odpowiednich budynków murowanych Komisję Wojewódzką umieszczono tymczasowo w Suwałkach. Ze względu na braki kadrowe, a przede wszystkim lokalowe, do 1817 władze województwa mieściły się nadal w Łomży.
W 1819 planowano przeniesienie urzędów do Augustowa, jednak namiestnik Królestwa Józef Zajączek nie zatwierdził decyzji z powodu kosztów z nią związanych. Po raz kolejny sprawa przeniesienia urzędów do Augustowa została zgłoszona przez Komisję wojewódzką w 1824 i poparta przez sejm w 1825, co związane było z rozpoczęciem budowy Kanału Augustowskiego i planami rozwoju Augustowa jako ośrodka gospodarczego na szlaku kanału. Decyzję o przeniesieniu siedziby województwa z Suwałk do Augustowa rząd Królestwa podjął w 1829, zdecydował też o budowie w Augustowie gmachów na potrzeby administracji. W związku z tym w 1830 Henryk Marconi opracował kompleksowy projekt przebudowy całego Augustowa oraz budowy nowych budynków.
Prace nad przenosinami stolicy przerwał wybuch powstania listopadowego. Powrócono do nich pod koniec 1832, gdy car Mikołaj I wyraził zgodę na przenosiny, zaś w 1834 decyzję potwierdził gen. Jewgienij Gołowin. Jednak już w 1835 car zgodził się jednak na pozostawienie stolicy w Suwałkach. Spowodowane to było tym, że w Suwałkach od 1817 powstały już liczne gmachy, zaś w Augustowie wymagały kosztownej budowy od podstaw. Dodatkowo Kanał Augustowski nie zyskał planowanego znaczenia komunikacyjnego.

### Urzędy
Przenosiny urzędów z Łomży do Suwałk zalecono we wrześniu 1816, jednak zaczęto realizować dopiero lipcu-sierpniu 1817. Komisja Wojewódzka została umieszczona w Suwałkach na rogu ul. Petersburskiej (rynku) i Sejneńskiej w budynku, w którym w czasach pruskich prawdopodobnie mieścił się urząd landrata. Początkowo budynek ten był wynajmowany przez urząd, a następnie zakupiony na własność. W 1820 gmach Komisji rozbudowano. Do Suwałk przybyło też około 70 urzędników i oficjalistów.
W Łomży pozostał jednak Trybunał Wojewódzki, aby mieszkańcy południowej części województwa mieli łatwiejszy dostęp do sądownictwa. Dopiero w 1824 utworzono w Suwałkach II Wydział Trybunału. Wtedy też do miasta napłynęło więcej prawników.
Umieszczenie urzędów w Suwałkach wpłynęły na rozwój miasta. Już w 1819 było w nim nowo wybudowanych lub odrestaurowanych domów. W 1819 ruch budowlany zamarł w związku z pierwszą próbą przenosin stolicy do Augustowa, ale niebawem odrodził się po decyzji gen. Zajączka pozostawiającej stolicę w Suwałkach. Około 1829 wystawiono z funduszy rządowych murowany gmach poczty, mieszczący się przy ul. Petersburskiej około 150 metrów od jej wlotu na Stary Rynek.

### Religia
W 1818 utworzono (z przekształcenia diecezji wigierskiej) nową diecezją z siedzibą w Sejnach, której obszar pokrywał się z granicami województwa augustowskiego. Określana ona była jako diecezja augustowska, czyli sejneńska lub diecezja sejneńska, czyli augustowska i zawierała w nazwie człon od województwa augustowskiego.